# De Havilland Canada DHC-2 Beaver

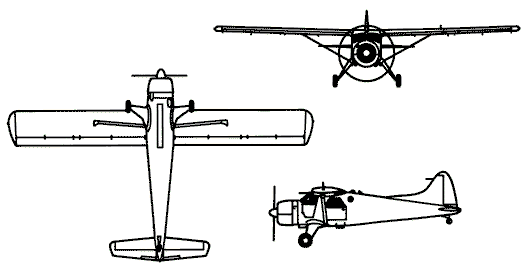
Tekening Beaver

De De Havilland Canada DHC-2 Beaver (ook wel DHC-2 genoemd) is een eenmotorig vliegtuig, dat van 1947 tot 1967 gebouwd werd door De Havilland Canada, de Canadese dochteronderneming van De Havilland. Het is gebouwd voor korte start- en landingsbanen en ook als watervliegtuig geleverd. Er zijn er in totaal 1657 gebouwd.
De standaard DHC-2 Beaver is uitgerust met een negencilinder stermotor die een maximaal vermogen van 450 pk levert. Het laatste model, genaamd Turbo Beaver is uitgerust met een turboprop.
De Beaver is een veelzijdig vliegtuig dat in met name Canada een icoon is geworden van een bush plane die afgelegen locaties bereikbaar kan maken. In 2008 is er zelfs een gouden Canadese munt uitgegeven met een afbeelding van dit toestel. Nog steeds zijn grote aantallen Beavers operationeel en er worden nog altijd reserveonderdelen voor dit type gemaakt.

## Trivia
Een Beaver van de Koninklijke Nieuw-Zeelandse luchtmacht speelde een ondersteunende rol in de Trans-Antarctische Expeditie van Edmund Hillary in 1958 naar de Zuidpool.

## Vergelijkbare vliegtuigen
- Stinson Reliant
- Noorduyn Norseman